# تودناو
توتتناو (بالألمانية: Todtnau) هي مدينة وبلدة ألمانية تقع في ألمانيا في لوراخ. يقدر عدد سكانها بـ 5,053 نسمة .

## معرض صور

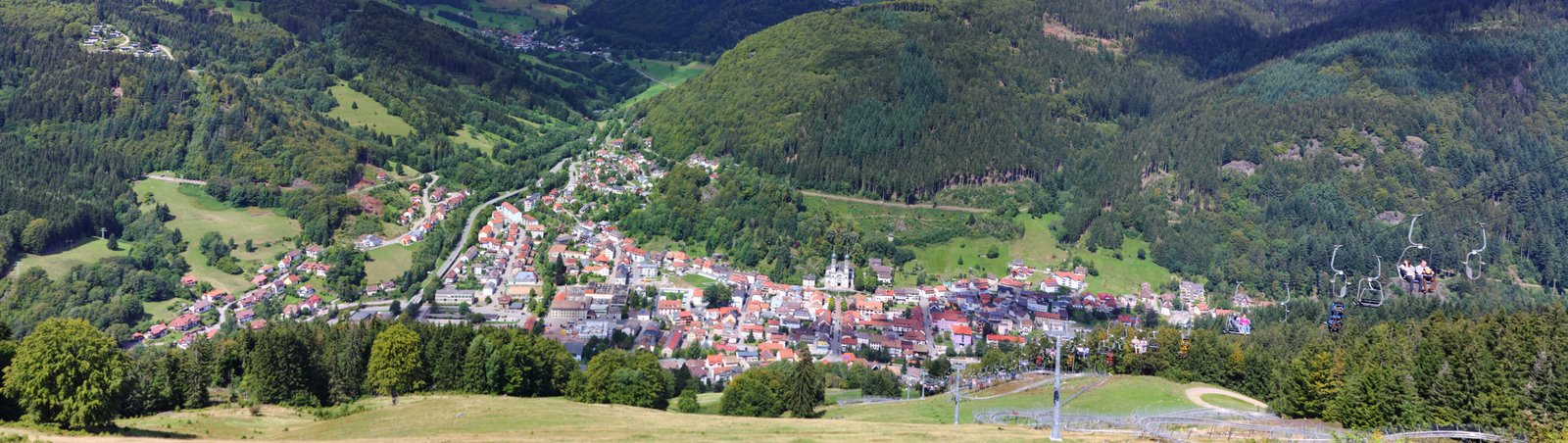
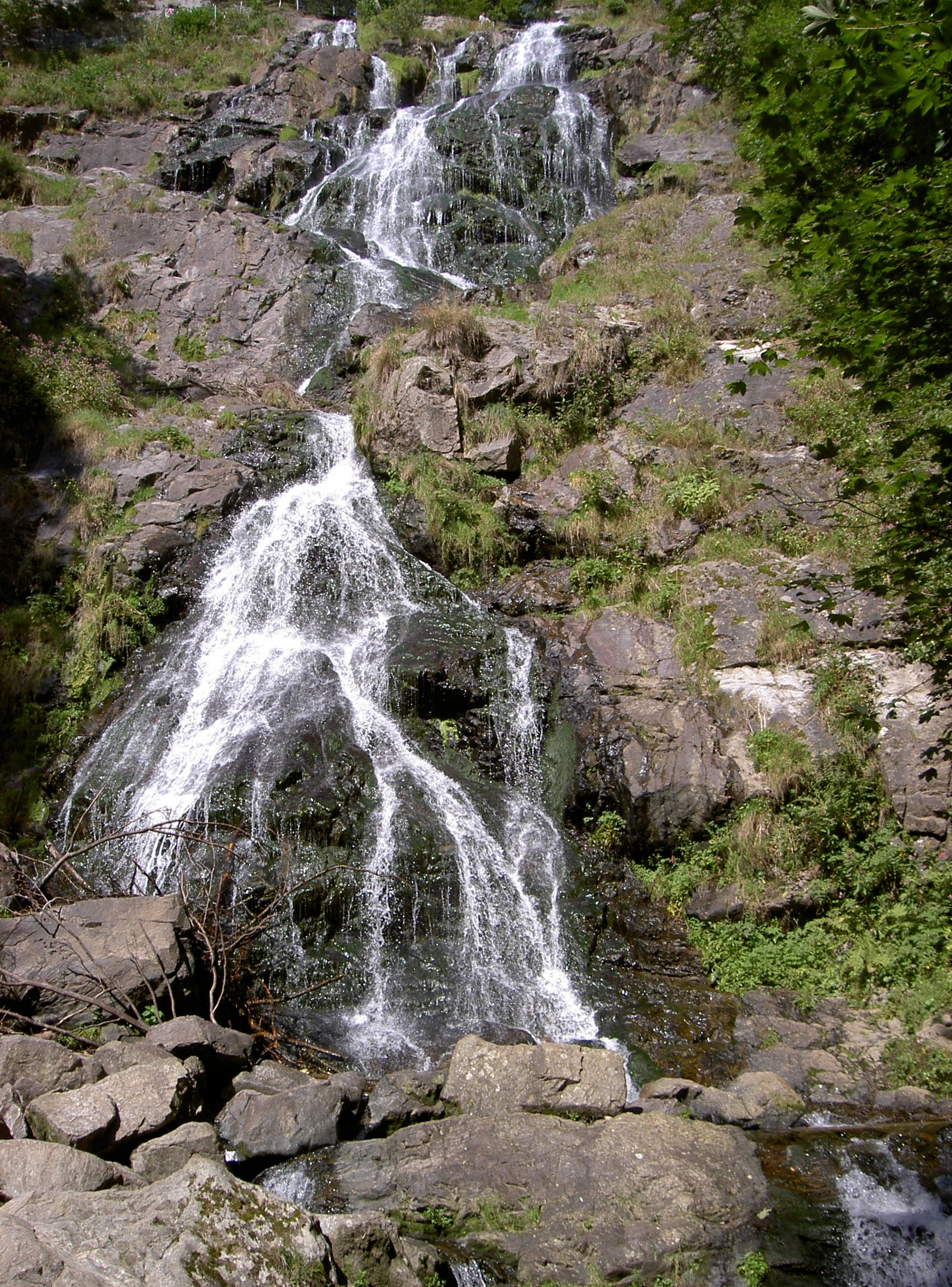
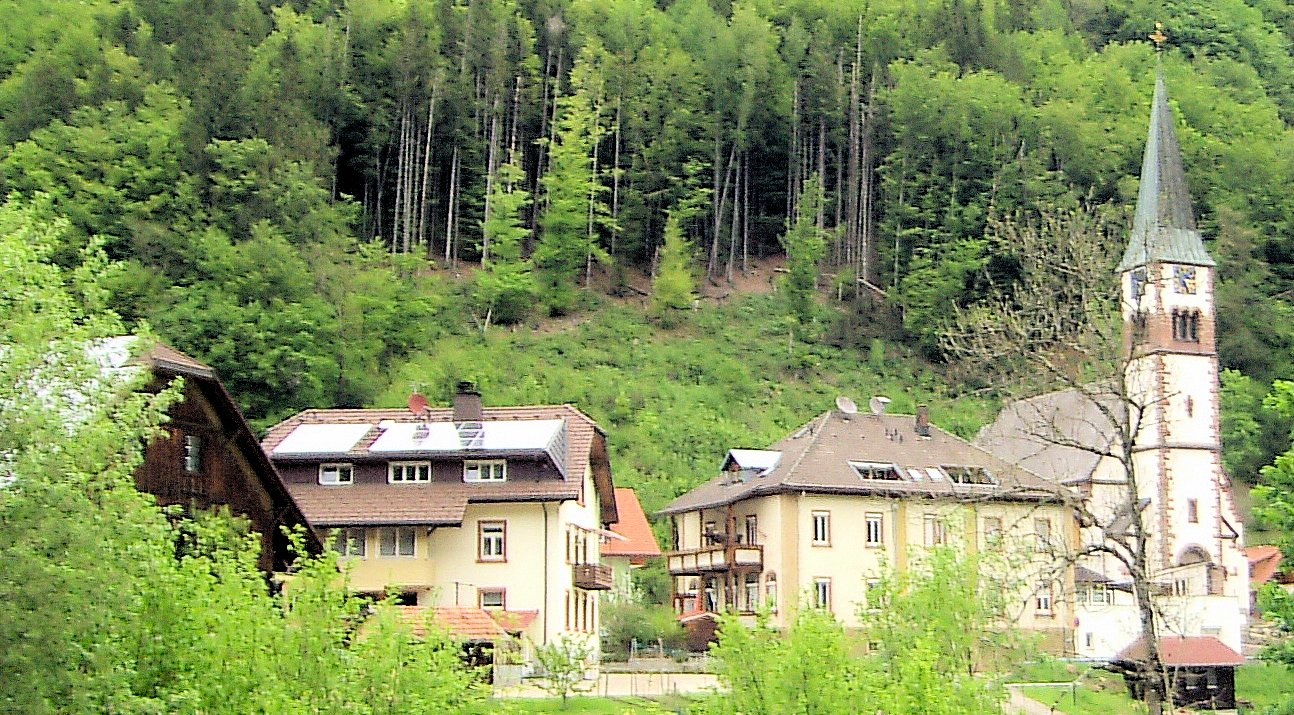

## أعلام
- كارل هاوبتمان